# Hexachloroplatinate

Le dianion hexachloroplatinate (hexahalogénure), contenant les ions platine et chlorure.

Un hexachloroplatinate est un composé chimique contenant le dianion hexachloroplatinate, de formule [PtCl6]2−. L'acide chloroplatinique (H2PtCl6) est un exemple.

## Composés/anions apparentés
- Hexafluorure de platine, PtF6, et hexafluoroplatinate, PtF6−
- Acide hexachloropalladique (instable), H2PdCl6, et hexachloropalladate, [PdCl6]2−
- Hexachlorure de tungstène, WCl6